# Beskæftigelsespolitik
Beskæftigelsespolitik (tidl. oftest Arbejdsmarkedspolitik) er en type strukturpolitik omkring arbejdsmarkedet, som skal forbedre beskæftigelsen. Beskæftigelsespolitikken er bestemt af, hvilke samfundsøkonomiske mål der vurderes vigtigst af de enkelte partier og den økonomiske situation i et givet land. Formålet med beskæftigelsespolitikken er bl.a. at sikre, at et politisk tiltag på et andet område (fx uddannelse) ikke uventet skaber større arbejdsløshed og at lave tiltag direkte for at nedsætte arbejdsløsheden.
En beskæftigelsespolitik kan indeholde elementer af både passive og aktive indsatser, der tilsammen skal sikre det bedste resultat. Passive ordninger består i udbetaling af ydelser, som skal erstatte arbejdsindkomsten under ledighed, orlov m.v. herunder hører dagpenge og kontanthjælp. Aktiv arbejdsmarkedspolitik er en række ordninger, der har det formål at få de arbejdsløse på arbejde igen. Det kunne f.eks. være jobformidling, jobtræning og aktivering, uddannelse eller støttet beskæftigelse. 
Beskæftigelsespolitik bruges aktivt, da man ved at nedbringe ledigheden kan undgå den social slagside, hvor eksempelvis unge, der falder uden for arbejdsmarkedet lettere bliver en del af en marginaliseret gruppe i forhold til det at have arbejde.
I Danmark er beskæftigelsesindsatsen bygget op om modellen flexicurity (flexibility og security), hvor der er en kombination af høj velfærd og stor omstillingsevne, som skaber et mobilt arbejdsmarked.

## Strategier
I beskæftigelsespolitikken kan man anvende forskellige strategier eller tilgange til at sænke ledigheden. Her tales der ofte om henholdsvis opkvalificeringsstrategien og stramningsstrategien. De to strategier er udtryk for to forskellige tilgange og syn på, hvad der har bedst virkning i forhold til ledigheden. Hvor opkvalificeringsstrategien søger at forbedre de arbejdsløses færdigheder, så de kan leve op til de krav, der stilles på arbejdsmarkedet, forsøger man med stramningsstrategien at gøre det sværere at være arbejdsløs og modtage kontanthjælp og/eller arbejdsløshedsdagpenge. 
I opkvalificeringsstrategien er grebene typist efteruddannelse, omskoling o.l., mens grebene i stramningsstrategien er sænkning af dagpengeperioden, flere krav til ledige o.l. Ved at mindske dagpengedækningen, kan mindstelønningerne påvirkes indirekte, da lavere lønninger bliver mere attraktive end før. 

## Dansk beskæftigelsespolitik
I Danmark bliver beskæftigelsespolitik behandlet i Beskæftigelsesudvalget og hører under Beskæftigelsesministeriets ansvarsområde. 
Nogle gange udmønter beskæftigelsespolitikken sig, ikke bare i enkelt lov, men i større reformer. Tre danske eksempler på dette er "Flere i arbejde", "Hurtigt i gang" og "Strukturreformen". Flere i arbejde trådte i kraft i 2003, hvor målet var at øge beskæftigelsen med 87.000 ved hjælp af mere liberalistiske tiltag. Hurtigt i gang var et forsøg fra 2005, hvor nogle af dem, der blev ledige i et bestemt tidsrum, havde et mere intenst forløb end normalt. Dette tillod, at man senere kunne måle på, om forsøgsgruppen eller kontrol-gruppen klarede sig bedst. Evalueringen af forsøget viste, at den intensivere indsats virkede og gav en nettobesparelse på området. Den øgede intensiteten gjorde bl.a., at man skulle til samtale tiere på Arbejdsformidlingen, og hurtigere kom i aktivering. I forbindelse med Strukturreformen i 2007 blev arbejdsformidlingen nedlagt, og jobcentre trådte i stedet. Dette gjorde, at alle ledige skulle henvende sig samme sted, modsat førhen hvor indsatsen var delt mellem Arbejdsformidlingen og kommunerne.
I Danmark var der i forbindelse med velfærdsstatens fremkomst i højere grad fokus på socialpolitikken i forhold til hvordan samfundet skulle tage sig af de, der ikke var en del af arbejdsmarkedet. Hertil hørte de mere passive indsatser med overførselsindkomster. Hertil kom særligt den aktive arbejdsmarkedspolitik i 1994, der blev styrende for indsatsen over for ledige frem til starten af 2000'erne. Denne tilgang ændrede igen karakter til en mere disciplinerende beskæftigelsespolitiske linje. Dansk politik på arbejdsmarkedsområdet har således ændret sig fra en passiv linje med fokus på socialpolitik over en arbejdsmarkedspolitisk linje med fokus både på den social sikring og på social integration på arbejdsmarkedet til en aktiv beskæftigelsespolitisk linje med fokus på social integration og disciplinering.